# Lilkovo, Plovdiv
Lilkovo (în bulgară Лилково) este un sat în comuna Rodopi, regiunea Plovdiv,  Bulgaria. 

## Demografie
Componența etnică a satului Lilkovo
     Bulgari (15,78%)
     Nicio identificare (84,21%)
     Altele (0%)
La recensământul din 2011, populația satului Lilkovo era de 19 locuitori. Nu există o etnie majoritară, locuitorii fiind  și bulgari (15,78%). Pentru 84,21% din locuitori nu este cunoscută apartenența etnică.